# Borrèze
Borrèze (trong tiếng Occitan Boresa) là một xã của Pháp, nằm ở tỉnh Dordogne trong vùng Aquitaine của Pháp. Xã này có diện tích 27,37 km2, dân số năm 2006 là 352 người. Xã nằm ở khu vực có độ cao trung bình 150 m trên mực nước biển.

## Thông tin nhân khẩu
En 1864: 982
| Năm    | 1962 | 1968 | 1975 | 1982 | 1990 | 1999 | 2006 |
| ------ | ---- | ---- | ---- | ---- | ---- | ---- | ---- |
| Dân số | 405  | 398  | 356  | 331  | 305  | 303  | 352  |